# Jaume Picas i Guiu
Jaume Picas i Guiu (Barcelona, 1921 - Barcelona, 1976) va ser un escriptor i promotor de la llengua i cultura catalanes, durant el franquisme. De personalitat polifacètica, també es va moure en tots els camps de la comunicació, principalment a la televisió i el cinema.
Va iniciar els seus estudis de lletres, però els abandonà en incorporar-se durant la guerra civil a l'exèrcit republicà a l'anomenada lleva del biberó. En finalitzar la guerra es va exiliar a Montpeller a on va coincidir amb Alexandre Cirici i Pellicer, amb qui va fer amistat i amb qui va col·laborar fins a la seva mort, Josep Pallach, Roser Bru, Josep Maria Lladó i Heribert Barrera entre d'altres.
En tornar a Barcelona el 1941 va estudiar dret i va ser un dels fundadors de l'Esbart Verdaguer a on, a més, va col·laborar com a figurinista i dibuixant de programes i cartells. Va participar en la Comissió Abat Oliba i contribuí a la creació del Moviment Socialista de Catalunya. Va escriure el llibret de l'opera Amunt! de Joan Altisent, estrenada al Liceu la temporada 1958-1959. Va ser col·laborador d'Ariel. Va escriure nombroses lletres per a artistes de la Nova Cançó. Va col·laborar amb La Trinca com a lletrista durant els primers anys del grup. També va adaptar, de l'anglès i el francès, molts temes, interpretats principalment per Núria Feliu. Va estrenar entre d'altres, la comèdia La Innocència jeu al sofà (1967) i va publicar les novel·les Un gran cotxe negre (1968) i Tren de matinada (1968), en la qual es va basar la pel·lícula Paraules d'amor del director Antoni Ribas, protagonitzada per Joan Manuel Serrat.
Com articulista va col·laborar intensament amb Tele/Estel i altres publicacions i com crític cinematogràfic, a Fotogramas des del començament de la publicació fins a la seva mort i al diari Avui en els seus inicis. També va participar com a actor en una vintena de pel·lícules, principalment de l'Escola de Barcelona. Paral·lelament, des de finals dels cinquanta, va treballar a Ràdio Barcelona com a director i guionista. Destaca en aquest camp En totes direccions, programa emès l'any 1971, del qual Picas va ser ne creador, director, guionista i entrevistador. Aquest programa, íntegrament en català, tractava temàtiques culturals i d'actualitat. Des del 1964 fins al 1976 va ser realitzador de programes dramàtics des del centre de Miramar de TVE Catalunya a on va poder realitzar, el 1964, el primer programa de la història de la televisió emès en català, una adaptació de La ferida lluminosa de Josep Maria de Sagarra.
Va escriure la lletra de les cançons en el projecte editorial Història de Catalunya amb cançons amb música d'Antoni Ros-Marbà. És juntament amb Josep Maria Espinàs l'autor del Cant del Barça, himne del F.C. Barcelona, amb música de Manuel Valls Gorina.